# 鲁道夫-费尔南德斯
鲁道夫-费尔南德斯（葡萄牙語：Rodolfo Fernandes）是巴西北大河州的一个市镇。总面积154.84平方公里，总人口3883人，人口密度25.1人/平方公里。